# Кыталькы
Кыталькы — река в России, протекает по территории Ямало-Ненецкого АО. Устье реки находится в 42 км по правому берегу реки Кыпа-Сылькы. Также соединяется протокой Сылькыльтэймы с рекой Варка-Сылькы, впадая в неё слева на 40-м км от устья. Длина реки составляет 42 км.

## Данные водного реестра
По данным государственного водного реестра России относится к Нижнеобскому бассейновому округу, водохозяйственный участок реки — Таз. Речной бассейн реки — Таз.
Код объекта в государственном водном реестре — 15050000112115300069886.